# Paul Hartmann (Schauspieler, 1889)

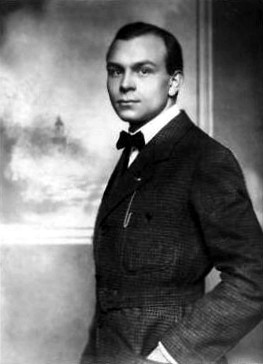
Paul Hartmann um 1925 auf einer Fotografie von Nicola Perscheid

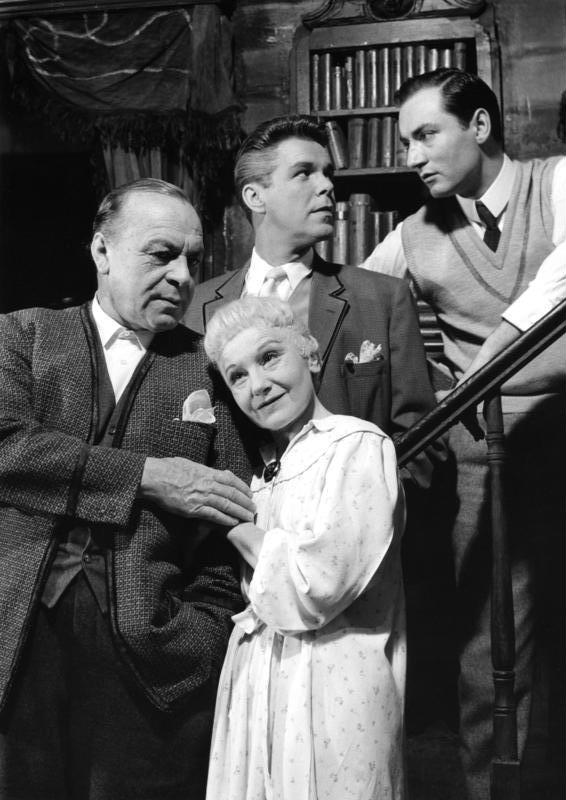
Paul Hartmann (links) 1957 bei einem Gastspiel des Düsseldorfer Schauspielhauses im Stadttheater Bad Godesberg in dem Stück Eines langen Tages Reise in die Nacht von Eugene O’Neill an der Seite von (von rechts) Martin Benrath, Heinz Drache und Elisabeth Bergner.

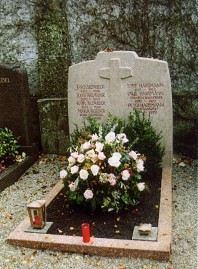
Grabstätte von Paul Hartmann

Paul Wilhelm Constantin Hartmann (* 8. Januar 1889 in Fürth; † 30. Juni 1977 in München) war ein deutscher Schauspieler.

## Leben
Der Sohn von Wilhelm Hartmann, Leiter eines Spielwaren-Exportunternehmens, und dessen Frau Maria, geborene Betz, nahm nach dem Abitur ab 1907 Schauspielunterricht bei Adalbert Czokke. Nach einer klassischen Theaterausbildung erhielt Paul Hartmann im Herbst 1908 ein Engagement am Stadttheater Zwickau.
1910 spielte er am Bellevue-Theater in Stettin, 1911 am Stadttheater Zürich. Im November 1913 wurde er von Max Reinhardt an das Deutsche Theater in Berlin engagiert. Ende 1917 wurde er zum Kriegsdienst eingezogen.
1924 ging er nach Wien an das Theater in der Josefstadt, 1925 wechselte er an das Burgtheater. Seit dem 1. Januar 1935 gehörte er zum Ensemble des Preußischen Staatstheaters Berlin, wo er bis zum Ende des Zweiten Weltkrieges blieb. Im April 1942 wurde er Präsident der Reichstheaterkammer. Hartmann stand 1944 auf der Gottbegnadeten-Liste.
Bereits früh fand Hartmann den Weg zum Film und spielte zunächst jugendliche Liebhaber, später romantische und melancholische Charaktere. Mit Aufkommen des Tonfilms wechselte Hartmann ins Fach des harten und unerbittlichen Heroen, so zum Beispiel als Konstrukteur und Kapitän neben Hans Albers in F.P.1 antwortet nicht und als aufopferungsvoller Ingenieur in Curtis Bernhardts Der Tunnel. Seit Mai 1937 gehörte er dem Kunstausschuss der UFA an. Sein Einsatz in der nationalsozialistischen Kulturpolitik sowie die Mitwirkung in Propagandafilmen wie Pour le mérite (1938) und Ich klage an (1941, unter der Regie von Wolfgang Liebeneiner) taten jedoch nach dem Zweiten Weltkrieg weder seiner Karriere noch seiner Beliebtheit einen Abbruch.
Nach einem 1945 auferlegten Auftrittsverbot kehrte Hartmann im April 1948 in Bonn bei einer Faust-Inszenierung in der Titelrolle auf die Bühne zurück. In den 1950er Jahren agierte er am Düsseldorfer Schauspielhaus, am Berliner Theater am Kurfürstendamm und anderen Theatern der Bundesrepublik sowie am Wiener Burgtheater. Er konnte auch seine Karriere als Filmschauspieler wieder aufnehmen, wegen seines vorgerückten Alters nun vorwiegend in Nebenrollen als älterer Charakterdarsteller.
Seine Interpretation des Faust in der Produktion des Düsseldorfer Schauspielhauses, mit Gustaf Gründgens als Mephisto, wurde auch auf Schallplatte festgehalten und ist später auch auf CD erhältlich gewesen.
Hartmann war seit dem Ersten Weltkrieg mit einer slawonischen Ballettmeisterin verheiratet, die 1952 starb. 1955 heiratete er die Malerin Elfriede Lieberun. Er liegt auf dem Friedhof Rosenheim begraben.

## Auszeichnungen
- 1934: Ernennung zum Staatsschauspieler
- 1964: Filmband in Gold für langjähriges und hervorragendes Wirken im deutschen Film

## Darstellung Hartmanns in der bildenden Kunst
- Viktor Tischler: Paul Hartmann (1924, Lithografie, ca. 36 × 26 cm)

## Filmografie (Auswahl)
- 1915: Zofia
- 1915: Die verschleierte Dame
- 1916: Ein Blatt Papier
- 1917: Die leere Wasserflasche
- 1917: Feenhände
- 1917: Die Claudi vom Geiserhof
- 1917: Das Opfer der Yella Rogesius
- 1917: Christa Hartungen
- 1918: Es werde Licht!, 2. Teil
- 1918: Der Trompeter von Säckingen
- 1918: Mouchy
- 1919: Der Galeerensträfling (2 Teile)
- 1919: Blondes Gift
- 1919: Taumel
- 1919: Monica Vogelsang
- 1920: Die entfesselte Menschheit
- 1920: Die Tänzerin Barberina
- 1920: Katharina die Große
- 1920: Anna Boleyn
- 1921: Schloß Vogelöd
- 1921: Der Roman der Christine von Herre
- 1922: Vanina
- 1922: Der falsche Dimitry
- 1922: Luise Millerin
- 1923: Der verlorene Schuh
- 1923: Alt-Heidelberg
- 1923: Der Evangelimann
- 1925: Zur Chronik von Grieshuus
- 1926: Der Rosenkavalier
- 1927: Die Familie ohne Moral
- 1927: Tingel-Tangel
- 1932: F.P.1 antwortet nicht
- 1933: Der Läufer von Marathon
- 1933: Salon Dora Green
- 1933: Großfürstin Alexandra
- 1933: Unsichtbare Gegner
- 1933: Der Tunnel
- 1934: Schwarzer Jäger Johanna
- 1935: Mazurka
- 1935: Die klugen Frauen
- 1936: Port Arthur
- 1936: Das Schloß in Flandern
- 1936: Stärker als Paragraphen
- 1937: Togger
- 1937: Die Warschauer Zitadelle
- 1938: Dreiklang
- 1938: Pour le Mérite
- 1939: Der Schritt vom Wege
- 1939: Irrtum des Herzens
- 1939: Legion Condor
- 1940: Bal paré
- 1940: Bismarck
- 1941: Über alles in der Welt
- 1941: Ich klage an
- 1943: Gefährtin meines Sommers
- 1944: Die Affäre Roedern
- 1944/54: Ein toller Tag
- 1951: Das Tor zum Frieden
- 1951: Die Dame in Schwarz
- 1952: Der große Zapfenstreich
- 1952: Cuba Cabana
- 1953: Regina Amstetten
- 1953: Mit siebzehn beginnt das Leben
- 1953: Der Klosterjäger
- 1954: Conchita und der Ingenieur
- 1954: Rittmeister Wronski
- 1955: Rosen im Herbst
- 1955: Die Barrings
- 1957: Es wird alles wieder gut
- 1957: Der Fuchs von Paris
- 1958: Rivalen der Manege
- 1959: Der blaue Nachtfalter
- 1959: Rosen für den Staatsanwalt
- 1959: Buddenbrooks (2 Teile)
- 1962: Der längste Tag (The Longest Day)
- 1962: Waldrausch